# Gorenji Mokronog
Gorenji Mokronog je naselje v Občini Mokronog - Trebelno.
Ob lokalni cesti proti Trebelnemu leži okoli 3 km od Mokronoga  raztreseno naselje Gornji Mokronog. V opuščenem kamnolomu je parkirišče od koder vodi pot do cerkve sv. Petra. Cerkev je barokizirana, v jedru srednjeveška, stavba, v notranjosti katere je več fragmentov gotskih fresk. Tik nad cerkvijo stoji (že na območju Trebelnega) v hrib vkopana romanska kostnica sv. Mihaela.